# (6218) Mizushima
(6218) Mizushima est un astéroïde de la ceinture principale.

## Description
(6218) Mizushima est un astéroïde de la ceinture principale. Il fut découvert le 12 mars 1977 à Kiso par Hiroki Kosai et Kiichiro Hurukawa. Il présente une orbite caractérisée par un demi-grand axe de 2,28 UA, une excentricité de 0,15 et une inclinaison de 5,8° par rapport à l'écliptique.

## Compléments